# (7874) 1991 BE
1991 بي إي (ويعرف أيضًا باسم (7874) 1991 بي إي وفق تسمية الكوكب الصغير) (بالإنجليزية: 1991 BE)‏ هو كويكب ضمن حزام الكويكبات؛ وترتيبه 7874 من حيث الاكتشاف.
اكتُشف هذا الجُرم الفلكي بواسطة تاكيشي أوراتا ‏ في 18 يناير 1991.

## وصلات خارجية
- (7874) 1991 BE في قاعدة بيانات مختبر الدفع النفاث لأجرام النظام الشمسي الصغيرة

- الاكتشاف · مخطط المدار ·  العناصر المدارية · المعلمات المادية

- (7874) 1991 BE على موقع ويكي سكاي: DSS2, SDSS, GALEX, IRAS, Hydrogen α, X-Ray, Astrophoto, Sky Map, Articles and images